# NGC 5941
NGC 5941 (również PGC 55314 lub HCG 76B) – galaktyka soczewkowata (S0), znajdująca się w gwiazdozbiorze Węża. Należy do zwartej grupy galaktyk Hickson 76 (HCG 76).
Odkrył ją Lewis A. Swift 19 kwietnia 1887 roku wraz z trzema sąsiednimi galaktykami. Wszystkie cztery zostały skatalogowane przez Johna Dreyera w New General Catalogue, jednak ze względu na niedokładność pozycji podanych przez Swifta, identyfikacja trzech z tych galaktyk (NGC 5941, NGC 5942 i NGC 5944) nie jest pewna. Niektóre katalogi i bazy obiektów astronomicznych (np. SIMBAD) za NGC 5941 uznają galaktykę PGC 55309, która przez inne źródła jest identyfikowana jako NGC 5942.